# Linkebeek
Linkebeek ([ˈlɪnkəbeːk]ⓘ) là một đô thị trong tỉnh Vlaams-Brabant, in Flanders, một trong ba vùng của Bỉ. Đô thị này chỉ bao gồm thị xã Linkebeek proper. Tại thời điểm ngày 1 tháng 1 năm 2006,  Linkebeek có tổng dân số 4.759 người. Tổng diện tích là 4,15 km² với mật độ dân số là 1.147 người trên mỗi km².
Ngôn ngữ chính thức là tiếng Hà Lan (như ở những nơi khác ở Flanders). Năm 1954, quyền ngôn ngữ đã được trao cho cộng đồng nói tiếng Pháp (chiếm 30% theo điều tra năm 1947). Họ có quyền yêu cầu dịch các tài liệu của chính quyền cũng như được học tiểu học dạy bằng tiếng Pháp.

## Dân địa phương nổi tiếng
- Herman Teirlinck, nhà văn (1879-1967)